# Paul Casey

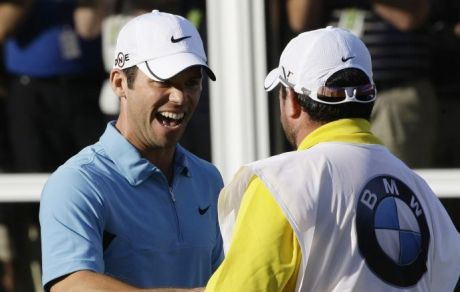
Paul Casey

Paul Casey, född 21 juli 1977, är en engelsk golfspelare som spelar på Europatouren och PGA Touren. Casey uppnådde sin hittills högsta position på världsrankingen 2009 som världstrea och vann samma år BMW PGA Championship på Wentworth.

## Biografi

### Amatörkarriär
Casey studerade på Arizona State University och hade en framstående amatörkarriär. Casey vann tre Pac-10 championships (1998, 1999 och 2000) i USA, och han vann även English Amateur Championship 1999 och 2000. Caseys snittscore år 2000 var 69,87, vilket blev nytt skolrekord - det tidigare rekordet var 69,95 av Phil Mickelson, vilket han gjorde under sitt sista år på ASU 1991–1992.
Casey spelade även Walker Cup 1999 där han spelade i Storbritannien och Irlands lag. Casey blev proffs 2000.

### Professionell karriär
Casey började spela på Europatouren 2001, där han slutade på en delad andra plats i sin femte start på touren i och med tävlingen The Great North Open. Sex veckor senare vann Casey sin första professionella tävling på Gleneagles och tävlingen Scottish PGA Championship. Han slutade även på en delad femteplats senare under året i Alfred Dunhill Links Championship.

#### 2002–2009
Under 2002 hade Casey som bäst en tredjeplats i Linde German Masters samt ytterligare två top-10-placeringar.
Den följande säsongen, 2003, vann Casey två tävlingar på Europatouren, ANZ Championship samt Benson and Hedges International Open. Casey noterade även 10 stycken övriga top-10-placeringar under säsongen, varav en var på WGC-American Express Championship.
Casey vann ingen individuell tävling under 2004, däremot var han med i Europas Ryder Cup-lag som vann på Oakland Hills. Casey kom däremot på en delad 10:e plats i 2004 års Players Championship, för att sedan sluta som delad 6:a på US Masters. 
Genom att ha spelat i Ryder Cup 2004 fick Casey spela på PGA Tour under 2005 års säsong, men valde att fortsätta att spela främst på Europatouren, där han vann två tävlingar, Volvo China Open och TCL Classic. Han missade kvalgränsen i samtliga av årets majors, med undantag för PGA Championship, där han slutade på en 59:e plats.
År 2006 vann Casey HSBC World Match Play Championship (vilket var en matchspelstävling på Europatouren, men som inte längre arrangeras) på Wentworth. Casey noterade även en vinst samma säsong i Johnnie Walker Championship at Gleneagles. Casey representerade Europa i 2006 års Ryder Cup, vilken Europa vann.
Casey representerade Europa i Ryder Cup 2008 på Valhalla GC, där USA vann.
Casey vann sin första PGA Tour-tävling 2009 i Shell Houston Open, där han vann över J. B. Holmes i särspel. Casey vann samma år Abu Dhabi Golf Championship och BMW PGA Championship.

#### 2010–2017
Det skulle dröja 20 månader för Casey innan nästa vinst, vilken kom 2011 i Bahrain och Volvo Golf Champions. Nästa vinst kom i Kanada 2012 på Telus World Skins Game.
Under säsongen 2013 vann Casey The Irish Open vilket blev hans 12:e seger på Europatouren, och över två år efter hans senaste vinst. Detta skedde genom en avslutande runda på 67 slag för att vinna över Joost Luiten och Robert Rock med tre slag.
I september 2014 vann Casey sin 13:e Europatourseger i Nederländerna, genom att gå på 66 slag sista dagen på KLM Open och vinna med ett slag över tvåan Simon Dyson. Detta var en seger som blev extra emotionell då Caseys fru, Pollyanna Woodward, födde deras första barn två veckor innan tävlingen.
I februari 2015 förlorade Casey i särspel mot James Hahn i Northern Trust Open, där han slutade på en delad andra plats tillsammans med Dustin Johnson. Casey slutade samma år delad 6:a i US Masters. 
I april 2016 gjorde Casey sin bästa majortävling sedan 2010 genom att sluta på en delad 4:e plats i US Masters. Han slutade även som delad 10:a på årets PGA Mästerskap, vilket är hans bästa placering i mästerskapet. Casey noterade även en andra plats på säsongens Deutsche Bank Championship samt BMW Championship; bägge slutspelstävlingar på PGA Touren.

#### 2018-
Casey vann sin andra tävling på PGA Tour i mars 2018, efter en avslutande runda på 65 slag och -10 under par totalt, för att segra med ett slag över tvåorna Patrick Reed och Tiger Woods. Inför tävlingen hade Casey deltagit i sex tävlingar, varav han klarade kvalgränsen i samtliga och slutat top-20 i fem av dem.

## Amatörvinster
- 1998 Pac-10 Championship
- 1999 English Amateur, Pac-10 Championship
- 2000 English Amateur, Pac-10 Championship

## Professionella vinster

### Europatouren
| No. | Datum                         | Tävling                                       | Vinstresultat           | Mot par | Segermarginal | Runner(s)-up                       |
| --- | ----------------------------- | --------------------------------------------- | ----------------------- | ------- | ------------- | ---------------------------------- |
| 1   | 26 aug 2001                   | Gleneagles Scottish PGA Championship          | 69-69-67-69=274         | -14     | 1 slag        | Alex Čejka                         |
| 2   | 9 feb 2003                    | ANZ Championship                              | 45 poäng (8-10-21-6=45) |         | 4 poäng       | Stuart Appleby, Nick O'Hern        |
| 3   | 11 maj 2003                   | Benson & Hedges International Open            | 71-69-66-71=277         | -11     | 4 slag        | Pádraig Harrington                 |
| 4   | 20 mar 2005                   | TCL Classic                                   | 64-68-68-66=266         | -22     | Särspel       | Paul McGinley                      |
| 5   | 27 nov 2005 (2006 års säsong) | Volvo China Open                              | 71-69-70-65=275         | -13     | Särspel       | Oliver Wilson                      |
| 6   | 25 jun 2006                   | Johnnie Walker Championship at Gleneagles (2) | 67-71-66-72=276         | -16     | 1 slag        | Andrew Marshall, Søren Hansen      |
| 7   | 17 sep 2006                   | HSBC World Match Play Championship            | 10 & 8                  | 10 & 8  | 10 & 8        | Shaun Micheel                      |
| 8   | 21 jan 2007                   | Abu Dhabi Golf Championship                   | 71-68-67-65=271         | -17     | 1 slag        | Peter Hanson, Miguel Ángel Jiménez |
| 9   | 18 jan 2009                   | Abu Dhabi Golf Championship (2)               | 69-65-63-70=267         | -21     | 1 slag        | Martin Kaymer, Louis Oosthuizen    |
| 10  | 24 maj 2009                   | BMW PGA Championship                          | 69-67-67-68=271         | -17     | 1 slag        | Ross Fisher                        |
| 11  | 30 jan 2011                   | Volvo Golf Champions                          | 67-67-66-68=268         | -20     | 1 slag        | Peter Hanson, Miguel Ángel Jiménez |
| 12  | 30 jun 2013                   | Irish Open                                    | 68-72-67-67=274         | -14     | 3 slag        | Joost Luiten, Robert Rock          |
| 13  | 14 sep 2014                   | KLM Open                                      | 68-70-62-66=266         | -14     | 1 slag        | Simon Dyson                        |

### Segrar på PGA Tour
| No. | Datum       | Tävling              | Vinstresultat   | Mot par | Segermarginal | Runner-up                 |
| --- | ----------- | -------------------- | --------------- | ------- | ------------- | ------------------------- |
| 1   | 5 apr 2009  | Shell Houston Open   | 66-70-69-72=277 | -11     | Särspel       | J. B. Holmes              |
| 2   | 11 Mar 2018 | Valspar Championship | 70-68-71-65=274 | -10     | 1 slag        | Patrick Reed, Tiger Woods |